# Udo Keppler
Udo J. Keppler (4 de abril de 1872 - 4 de julio de 1956), conocido desde 1894 como Joseph Keppler Jr., fue un caricaturista político, editor y defensor de los nativos americanos estadounidense. Hijo del caricaturista Joseph Keppler (1838-1894), quien fundó la revista Puck, el joven Keppler también contribuyó con dibujos y se convirtió en copropietario de la revista después de la muerte de su padre, cuando cambió su nombre a Joseph Keppler. También fue un coleccionista de artefactos nativos americanos y fue adoptado por la Nación Séneca, donde se convirtió en jefe honorario y recibió el nombre de Gyantwaka.  

Keppler nació en San Luis, Misuri. Se graduó en el Instituto Columbia en 1888 y estudió en Alemania en 1890 y 1891. Trabajó en Puck desde 1890 hasta 1914. Se casó con Louise (Lulu) Eva Bechtel, hija del rico cervecero George Bechtel, el 4 de abril de 1895,  un matrimonio al que se opusieron su madre y sus hermanas.  Vendió Puck en diciembre de 1913 y permaneció como director de arte durante otros cuatro meses. Posteriormente contribuyó a Judge y Leslie's Weekly hasta 1915. Se jubiló en 1920 y en 1946 se trasladó a La Jolla, California, donde murió el 4 de julio de 1956. 

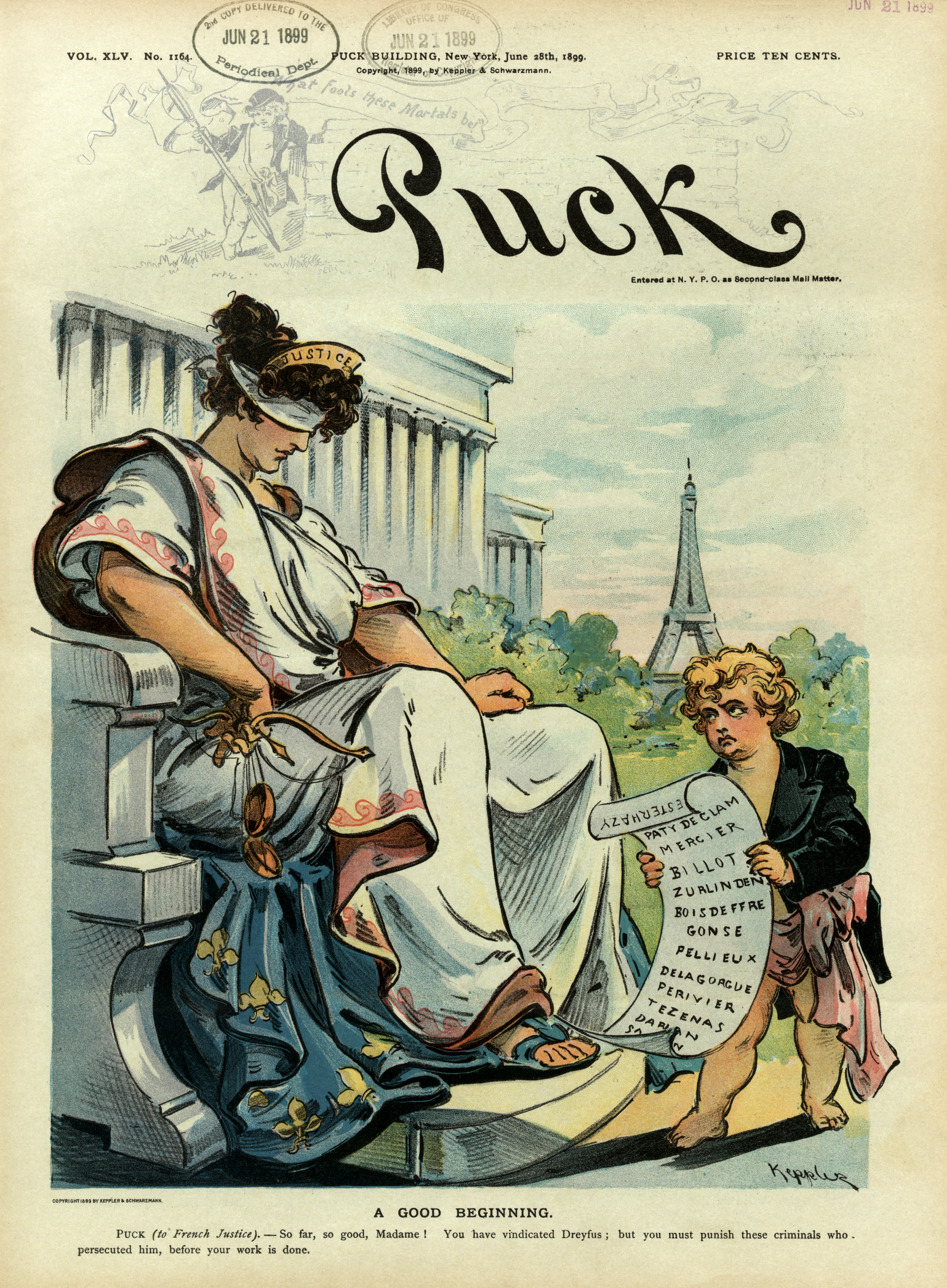
Portada de Puck, 28 de junio de 1899.
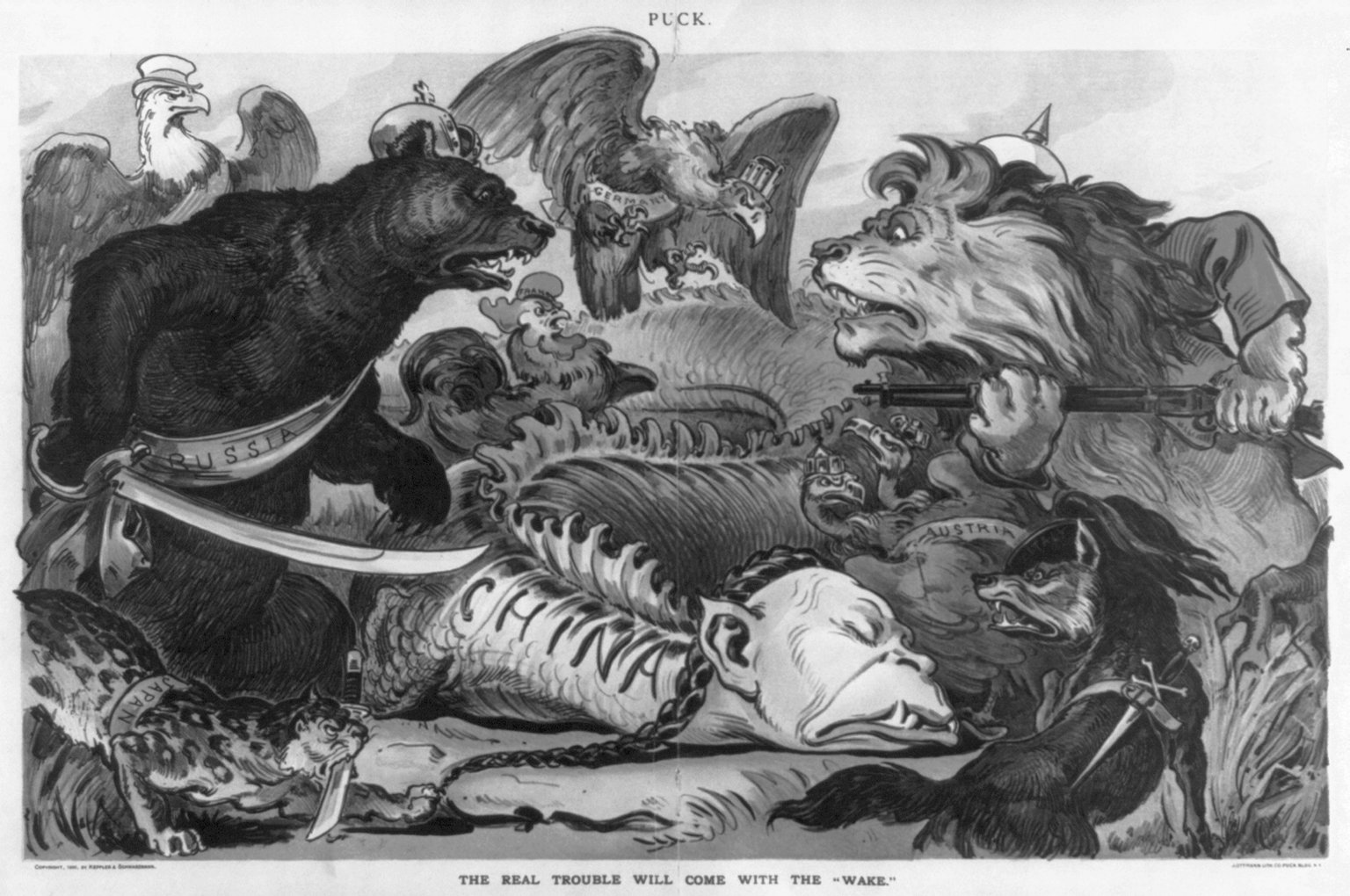
"El verdadero problema vendrá con el "Despertar". (15 de agosto de 1900). Las personificaciones animales de Rusia (oso), Inglaterra (león), Alemania  (águila), Austria (águila bicéfala), Italia (lobo), Francia (gallo), Japón (leopardo) luchando por el cuerpo de China (dragón dormido), mientras Estados Unidos (águila calva) observa detrás.
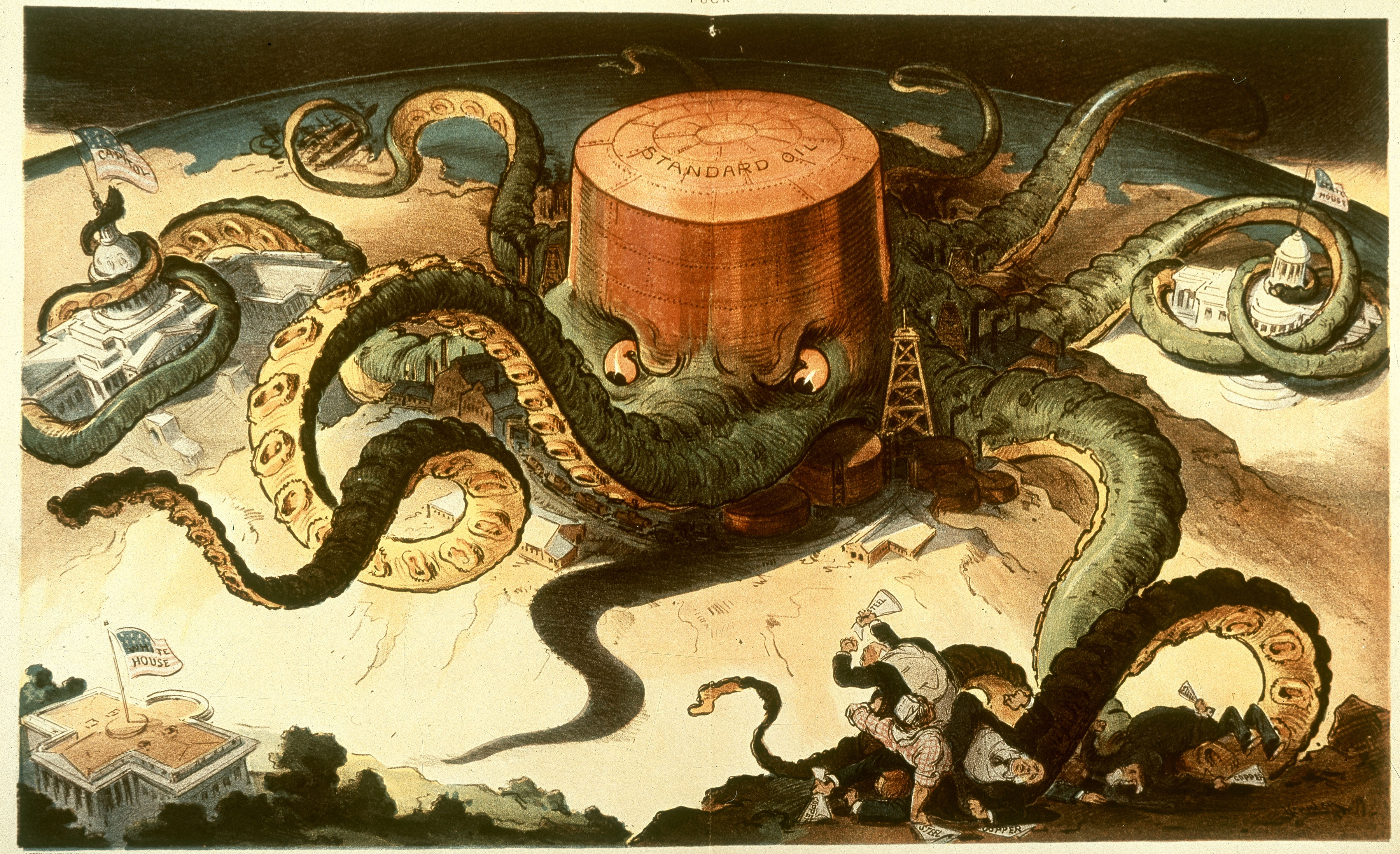
"¡El próximo!" (1904), un agresivo pulpo que representa a la Standard Oil con tentáculos envueltos alrededor del Congreso de los EE.UU. y de las industrias del acero, el cobre y el transporte marítimo, alarga otro hacia la Casa Blanca.
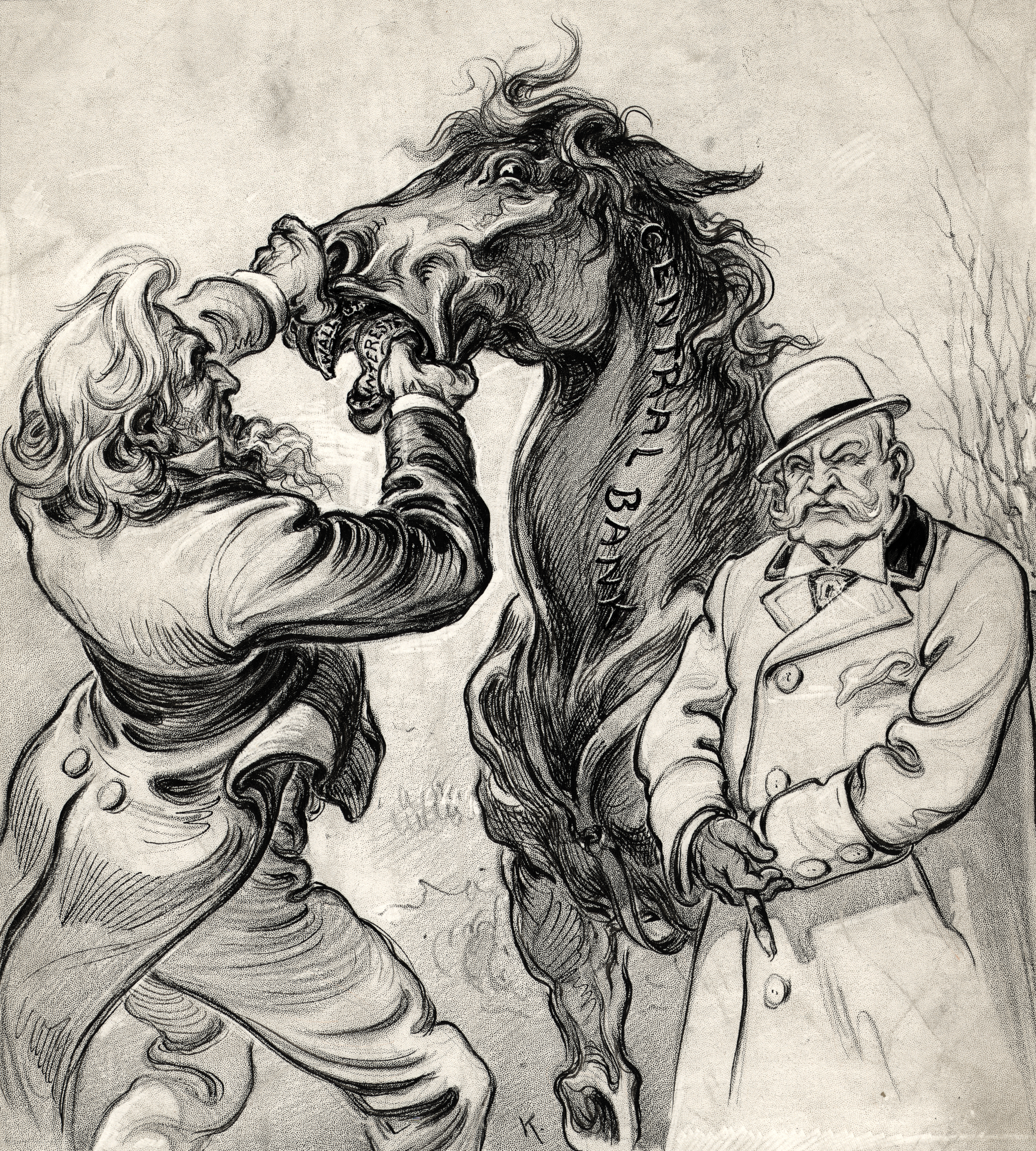
"A un caballo regalado siempre le miras el diente" (1909). El Tío Sam examina los dientes (etiquetados como "intereses de Wall Street") de un poderoso caballo (etiquetado "Banco Central") ofrecido por el senador Nelson W. Aldrich.
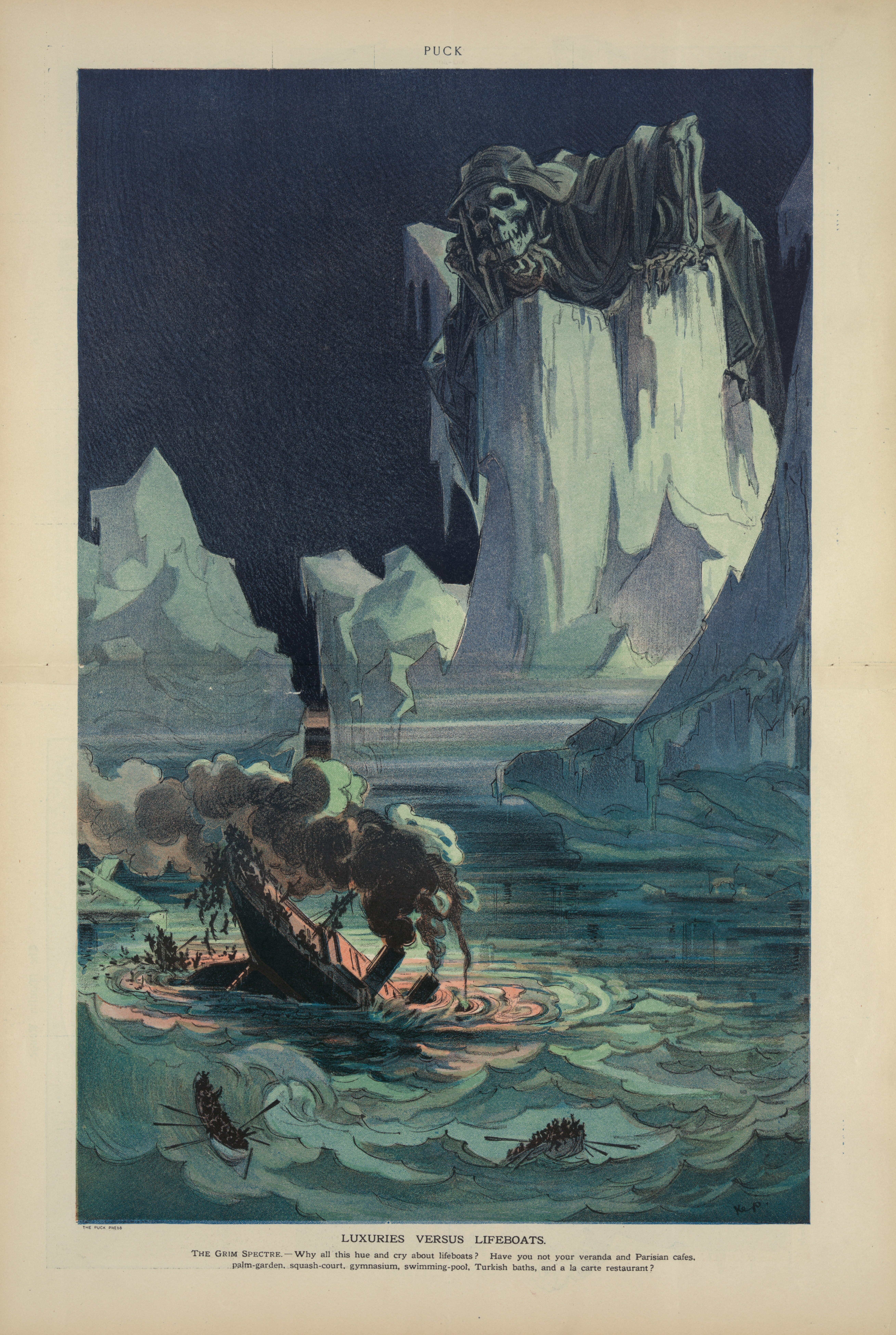
“Lujos versus botes salvavidas” (1912), sobre el hundimiento del Titanic.